# Sepolcro di Urbano VIII
Il sepolcro di Urbano VIII è un monumento funebre commissionato da papa Urbano VIII a Gian Lorenzo Bernini nel 1628, che si trova all'interno della basilica di San Pietro nella Città del Vaticano.
Composta in bronzo, solo le 2 virtù del Papa sono in marmo.
L'opera è un'imponente composizione disposta su più livelli e presenta una struttura bicroma e polimaterica. Vennero infatti utilizzati per questa realizzazione marmo, bronzo dorato e legno. Le parti che sono collegate al tema della morte sono di materiali scuri o decorati in oro, mentre quelle che sono in rapporto con la vita sono in marmo bianco.
Nella parte alta, su un ricco piedistallo, viene posto il pontefice, in posizione benedicente seduto sul trono. Ai lati del sacello sono presenti due Virtù marmoree a guardia del sepolcro: alla sinistra la Carità che allatta un bambino (la modella fu la famosa Costanza Bonarelli, amante del Bernini di cui egli realizzò successivamente un busto); alla destra la Giustizia.
Sopra il sacello si trova la morte, rappresentata da uno scheletro, raffigurata nell'atto di scrivere l'epitaffio del papa.
Completato il restauro nel 2025, è stato rimosso il velo di gesso, frutto della censura del 1850, che nascondeva il seno della Carità rassicurante una donna che allatta o ha appena finito di allattare un bambino.